# Tarapur
Tarapur es una  ciudad censal situada en el distrito de Palghar en el estado de Maharashtra (India). Su población es de 6962 habitantes (2011). Se encuentra a 80 km de Thane y a 22 km de Palghar.

## Demografía
Según el censo de 2011 la población de Tarapur era de 6962 habitantes, de los cuales 3462 eran hombres y 3500 eran mujeres. Tarapur tiene una tasa media de alfabetización del 91,08%, superior a la media estatal del 82,34%: la alfabetización masculina es del 94,38%, y la alfabetización femenina del 87,83%.